# ブレーダ・メッカニカ・ブレシャーナ
ブレーダ・メッカニカ・ブレシャーナ(Breda Meccanica Bresciana)は、BREDA（ブレダ）のブランドで知られるイタリアの銃器製造企業である。
本社はイタリア共和国ブレシアにあり、かつては第一次世界大戦から第二次世界大戦を通しイタリア軍の大砲や航空機用の機関銃や歩兵用機関銃などを生産した大手兵器製造メーカーであった。
なかでも陸軍用の機関銃であるブレダM30軽機関銃やブレダM37重機関銃などが有名である。
1992年にフィンメッカニカ傘下のオート・メラーラと合併してオート・ブレーダ (OTO Breda) 社となった。
2007年現在は散弾銃や、それに関するパーツなどを生産、販売している。